# Mariä Himmelfahrt (Neufahrn)

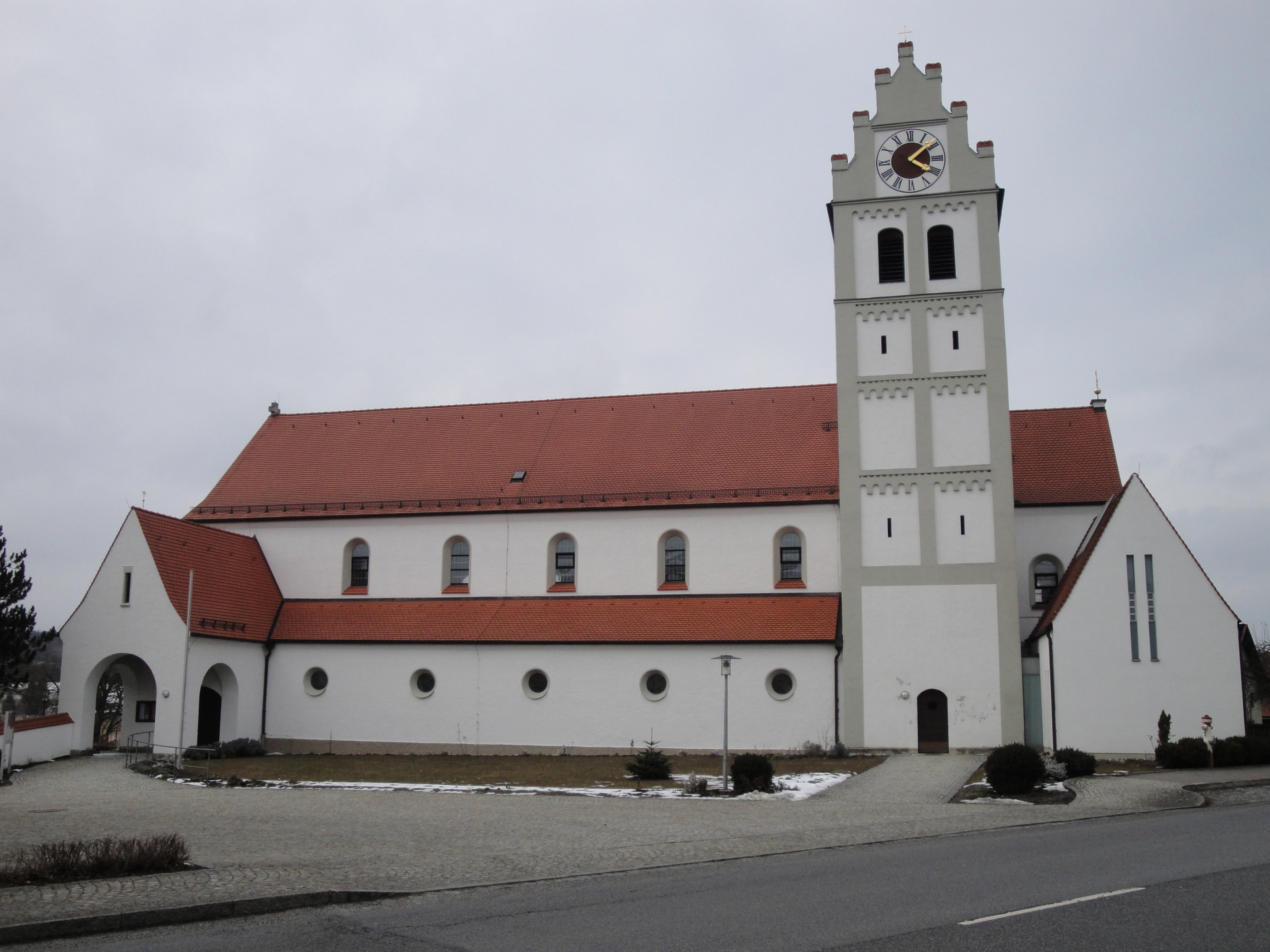
Außenansicht der Pfarrkirche Mariä Himmelfahrt von Süden

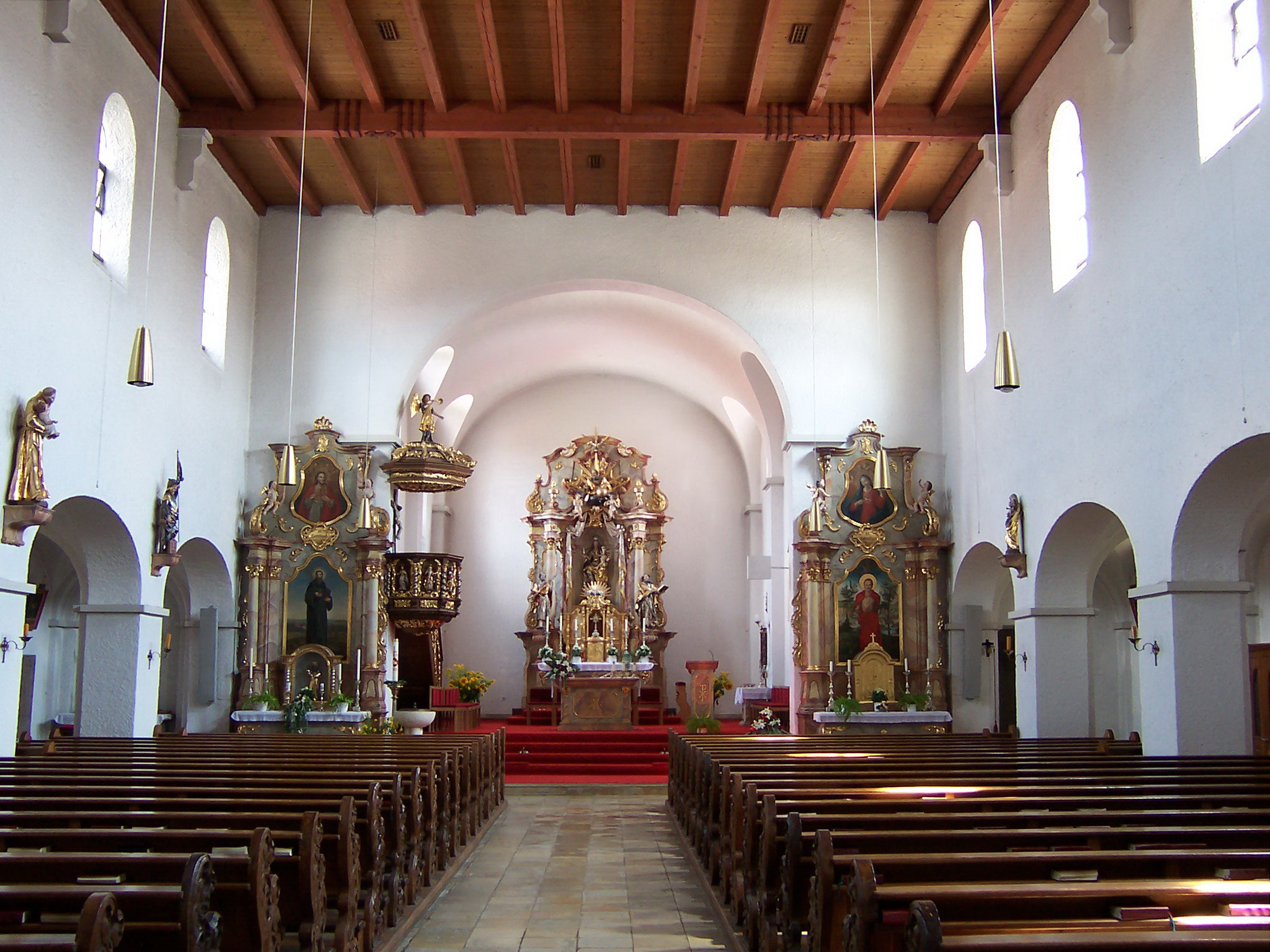
Innenraum

Die römisch-katholische Pfarrkirche Mariä Himmelfahrt in Neufahrn in Niederbayern ist eine neuromanische Basilika, die in den Jahren 1937/38 unter Einbeziehung des bestehenden Sattelturmes aus dem 16. Jahrhundert errichtet wurde.
Das Gotteshaus mit dem Patrozinium Mariä Himmelfahrt (15. August) ist als Baudenkmal mit der Nummer D-2-74-153-1 beim Bayerischen Landesamt für Denkmalpflege eingetragen. Seit 2009 bildet die Pfarrei Mariä Himmelfahrt Neufahrn eine Pfarreiengemeinschaft mit den Pfarreien St. Laurentius in Asenkofen, St. Johann Baptist in Hebramsdorf und St. Andreas in Hofendorf. 

## Geschichte

### Kirche St. Veit
Standort
Bereits um das Jahr 800 befand sich im Besitz der Hofmark Neufahrn eine Kirche für die Hofmarksherren, deren Verwalter, herzogliche Sendboten und adligen Gäste, die wohl als „Urkirche“ von Neufahrn anzusehen ist. Die ursprünglich aus Holz, später aus Stein gebaute Kirche war dem heiligen Vitus („Veit“) geweiht. Dessen Gedenktag am 15. Juni wurde noch bis zum Jahr 1934 von der Kirchengemeinde als großer Festtag begangen, obwohl St. Veit als Eigenkirche der Hofmark nie in die pfarrliche Organisation einbezogen war. Sie befand sich unmittelbar östlich des örtlichen Schlosses und war von einem kleinen Friedhof umgeben.

### Vorgängerbauten der heutigen Pfarrkirche
Um das Jahr 800 dürfte in Neufahrn jedoch bereits auch eine zweite Kirche bestanden haben, eine „Leutkirche“ für die einfache Bevölkerung. Diese war wohl Unserer Lieben Frau geweiht und befand sich im Unteren Dorf neben der „Roßsölde“. Wie die St.-Veits-Kirche war sie als Holzbau ausgeführt.
Aus der Zeit um 1240 stammt die erste urkundliche Erwähnung einer romanischen Kirche in Neufahrn, die als Chorturmkirche ausgeführt war und bereits der Stelle der heutigen Kirche stand. Die unteren Geschosse dieses Chorturms blieben im Kern bis heute erhalten. Um 1300 wurde an den Chorturm ein neues Kirchenschiff angebaut. Dieser Bau wurde um 1620 vergrößert und barockisiert. Dabei wurde der romanische Chorturm übernommen, jedoch um ein neues Glockengeschoss aufgestockt und mit einer barocken Haube bekrönt.

### Errichtung der Pfarrei Neufahrn und Bau der heutigen Pfarrkirche
Aufgrund des starken Einwohnerzuwachses und der gestiegenen Bedeutung Neufahrns durch den Bau der Bahnstrecke Landshut-Regensburg in der zweiten Hälfte des 19. Jahrhunderts wurde Neufahrn 1904 zur Expositur und am 24. Juli 1923 von Bischof Anton von Henle zur Pfarrei erhoben. Dieser berief sich im Vorbericht des Stiftungsbriefs auf alte Rechte, die Neufahrn bereits seit dem 13. Jahrhundert durch eine Benefiziumsstiftung innehatte: das Recht auf eigene Verwaltung des Kirchenvermögens, das Recht einen eigenen Geistlichen, den Benefiziaten, und eine eigene Kaplanei sowie das Recht auf die Abhaltung von Gottesdiensten an Sonn- und Feiertagen.
Auch die barocke Kirche wurde bald zu klein, weshalb in den Jahren 1937/38 unter Pfarrer Georg Kick der heutige neuromanische Bau nach den Plänen des Architekten Max Wittmann errichtet wurde. Dabei wurde der im Kern romanische Chorturm einbezogen, sodass er nunmehr südlich an den neuen Chor anschließt. Die barocke Haube wurde durch ein Satteldach ersetzt. Die heutige Kirche, die am 17. Juli 1938 von Bischof Michael Buchberger geweiht wurde, liegt somit etwas weiter nördlich als ihre Vorgängerbauten.

## Beschreibung

### Außenbau
Mariä Himmelfahrt ist ein nach Osten ausgerichteter, dreischiffiger Bau im Stile einer Basilika, der in romanisierenden Formen gehalten ist. Er umfasst einen rechteckigen Chor mit Satteldach, ein geringfügig höheres, sechs Achsen umfassendes Mittelschiff mit Obergaden und Satteldach sowie zwei deutlich niedrigere, ebenfalls sechs Achsen umfassende Seitenschiffe mit Pultdächern. Die Fenster des Obergadens schließen im Rundbogen, die im Chor und in den Seitenschiff sind als Rundfenster ausgeführt. Im Übrigen ist der Außenbau weitgehend ungegliedert. An der Ostwand ist ein großes Holzkreuz angebracht.
Umso aufwändiger ist dagegen der fünfgeschossige, im Kern romanische Turm, der im Winkel zwischen Chor und südlichem Seitenschiff in den Neubau einbezogen wurde. Im Turmuntergeschoss war der Chor der Vorgängerkirche untergebracht. Heute befindet sich dort der ältere Teil der Sakristei. Die Geschosse des Turmes sind durch flache, hellgraue Lisenen und dezente Gesimse getrennt. Bis auf das unterste Geschosses zeigen sie allseitig je zwei rechteckige Blendfelder, deren oberen Abschluss jeweils Rundbogenfries und – mit Ausnahme des obersten Geschosses – Deutsches Band bilden. Im obersten Geschoss befinden sich auf den Süden und Norden zeigenden Giebelseiten je zwei stichbogige Schallöffnungen. Darüber erhebt sich ein steiles Satteldach, flankiert von zwei Treppengiebeln mit Zinnen.
Östlich an den Turm ist in jüngerer Zeit eine neue zweigeschossige Sakristeierweiterung mit hoch aufragendem Satteldach angebaut worden. An die westliche Langhausachse ist im Süden und Norden jeweils ein Vorzeichen mit kurzem Quersatteldach angebaut, das südliche etwas größer mit rundbogigem Durchgang zum gemeindlichen Friedhof. An die Westfassade schließt sich ein flacher, nischenartiger Anbau mit kurzem Satteldach an.

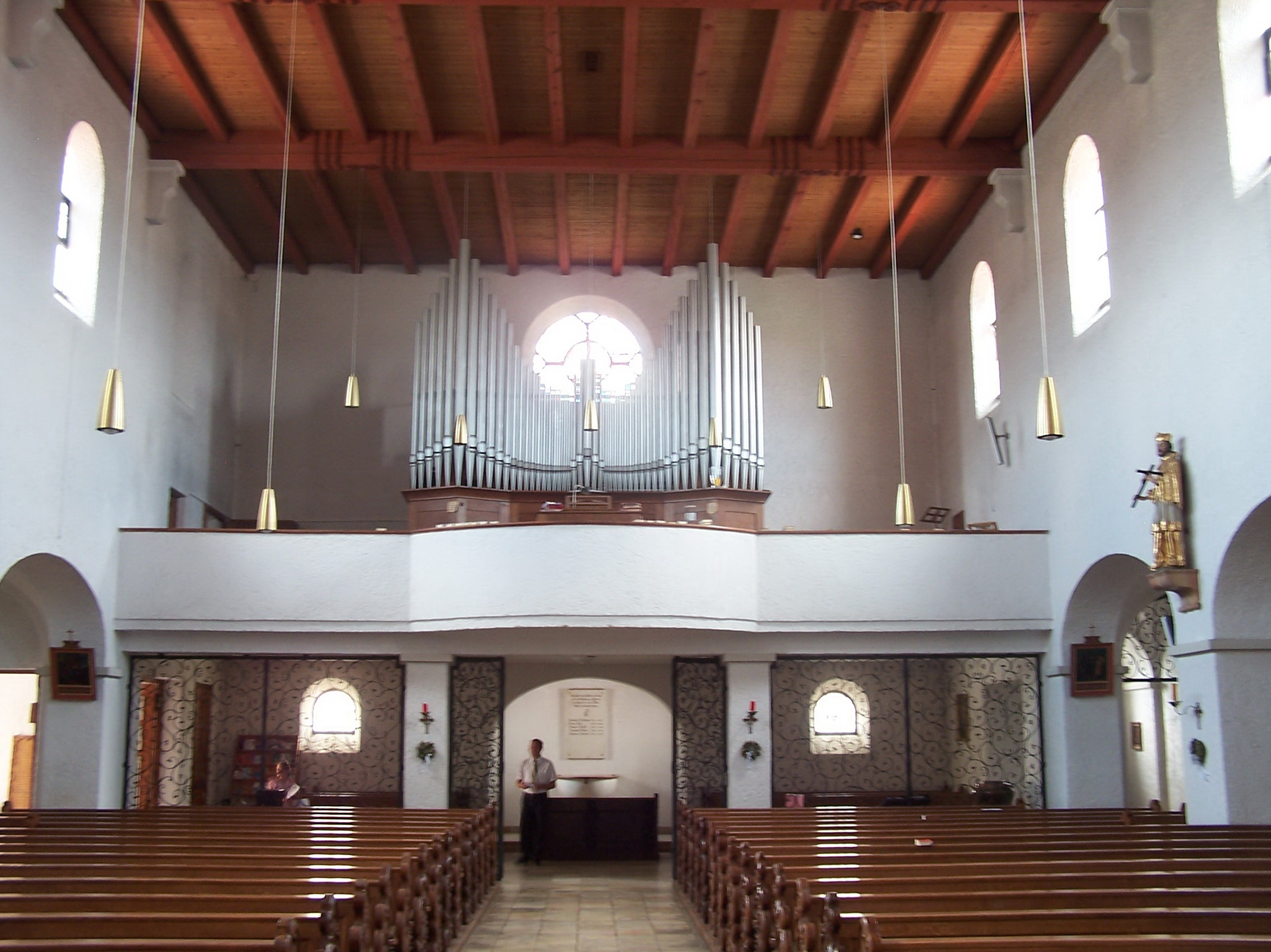
Blick durch das Langhaus zur Orgelempore

### Innenraum
Mariä Himmelfahrt besitzt ein geräumiges Inneres. Der gegenüber dem Mittelschiff eingezogene Chor wird von einem einfachen, verputzten Tonnengewölbe mit kurzen Quertonnen, die zu den Fensteröffnungen hin reichen, überspannt. Den Übergang zum dreischiffigen Langhaus vermittelt ein runder Chorbogen.
Das hohe Mittelschiff enthält eine hölzerne Flachdecke, die von schweren Unterzügen getragen wird. Diese stützen sich auf profilierten Konsolen ab, die im oberen Bereich der Seitenwände angesetzt sind. Die beiden niedrigen Seitenschiffe sind durch massige, quadratische Pfeiler und runde Scheidbögen vom Mittelschiff getrennt. Sie enthalten jochweise verputzte Kreuzgratgewölbe. In der westlichen Mittelschiffachse ist eine Orgelempore eingezogen, die auf zwei quadratischen Pfeilern ruht und eine halbrunde Ausbuchtung im Bereich der Orgel besitzt.

## Ausstattung
Große Teile der Ausstattung wurden aus dem barocken Vorgängerbau übernommen.

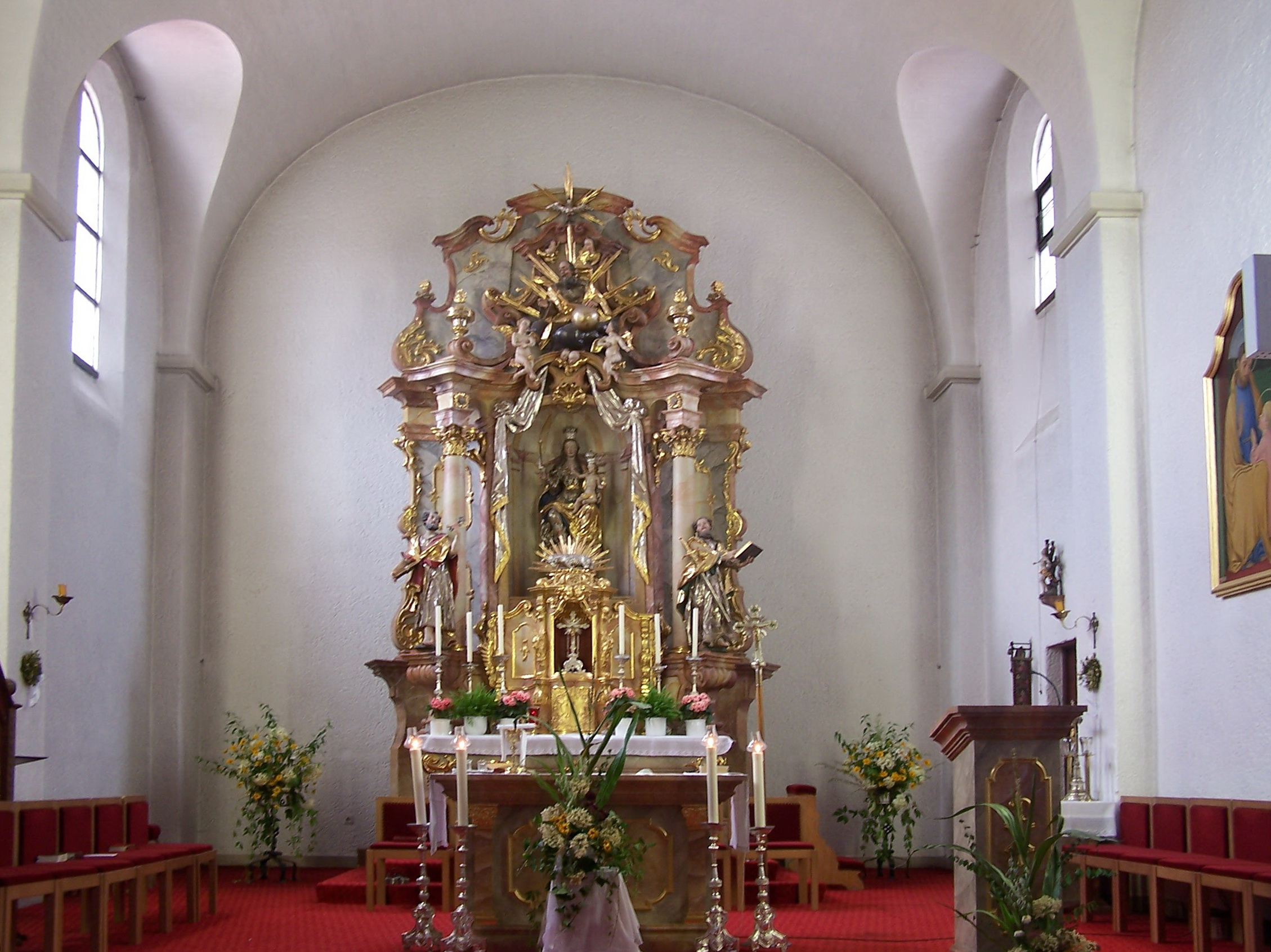
Blick in den Chorraum

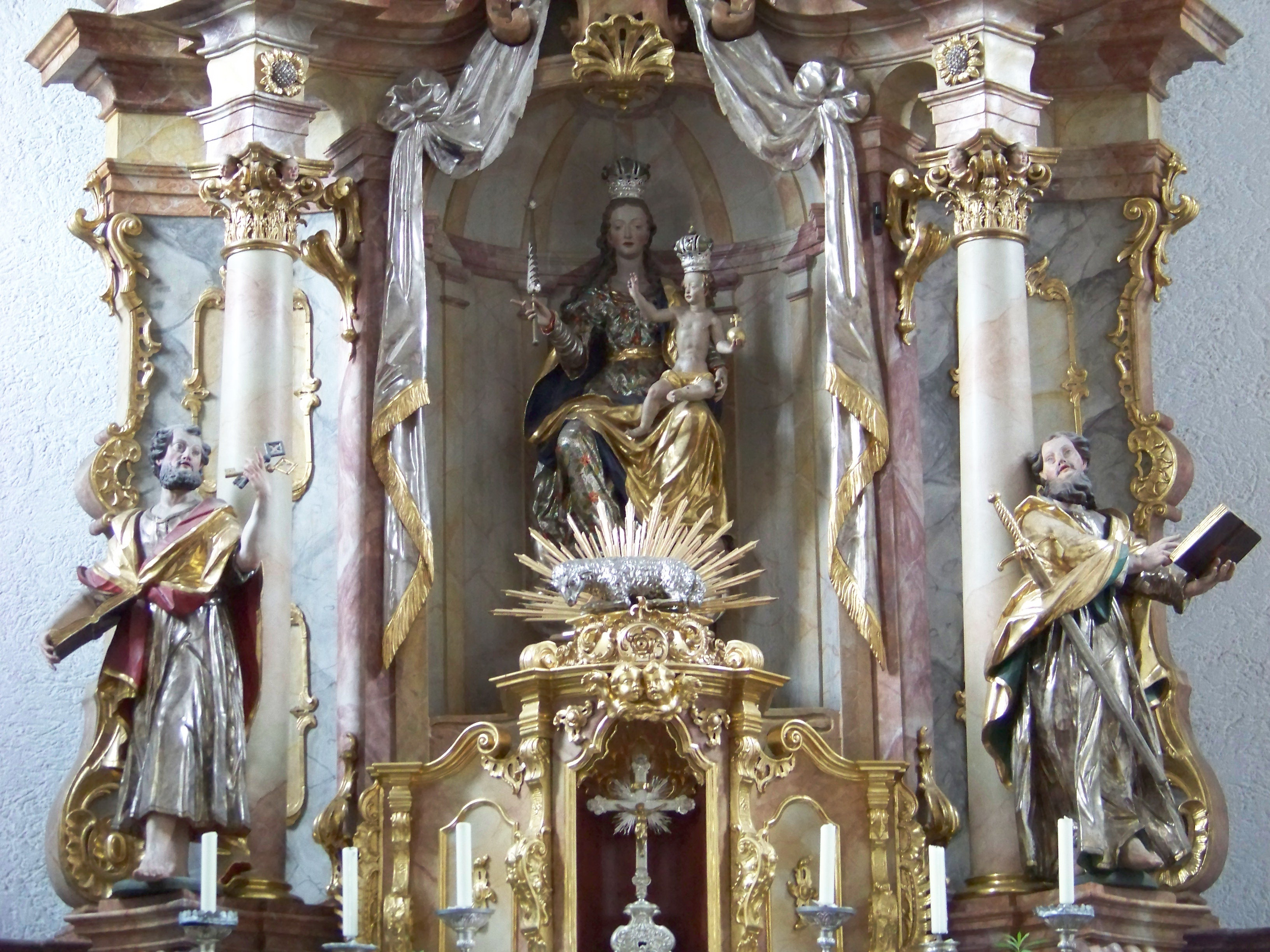
Mittlerer Bereich des barocken Hochaltares

### Hochaltar
Der barocke Hochaltar wurde Mitte des 18. Jahrhunderts von einem unbekannten Meister geschaffen. Auf die Dimensionen des Vorgängerbaus abgestimmt, füllt er den Altarraum der neuen Kirche vor allem in der Breite bei Weitem nicht aus. Er kam 1779 durch eine Schenkung des Damenstiftes Niedermünster in Regensburg nach Neufahrn. Dies geschah wohl auf Veranlassung von Johann Theodor von Bayern, dem jüngsten Sohn des bayerischen Kurfürsten Max Emmanuel. Johann Theodor war nicht nur Bischof von Freising und Regensburg, sondern zugleich auch Hofmarksherr und Besitzer von Schloss Neufahrn. Aufgrund der zentralen Darstellung am neuen Hochaltar übernahm die Neufahrner Kirche etwa um diese Zeit ihr heutiges Patrozinium.
Sein Aufbau wird von zwei marmorierten Rundsäulen getragen, auf denen ein verkröpftes, weit auskragendes Gebälk ruht. Darüber erhebt ein geschweifter, von mit Vasen bekrönten Voluten begleiteter Auszug. An zentraler Stelle befindet sich, unter einer Vorhangdraperie, eine bekrönte Mutter Gottes mit Jesuskind. Maria hält in ihrer Rechten das Zepter. Auf dem linken Schoß Mariens sitzt das Jesuskind, das wiederum den Reichsapfel in der Linken hält und die Rechte segnend erhoben hat. Im Auszug befindet sich zwischen geflügelten Engelchen eine plastische Darstellung von Gott Vater mit der Weltkugel, darüber die Heilig-Geist-Taube.
Auf Konsolen vor den beiden Rundsäulen stehen die Seitenfiguren, welche die Apostel Petrus (links) und Paulus (rechts) darstellen. Auf der Mensa befindet sich ein reich mit Voluten verzierter Tabernakel mit Aussetzungsnische aus dem 19. Jahrhundert. Obenauf sitzt das Lamm Gottes auf dem Buch mit den sieben Siegeln.

### Seitenaltäre
Auch die Seitenaltäre, die zu beiden Seiten des Chorbogens aufgestellt sind, wurden Mitte des 18. Jahrhunderts im Barockstil geschaffen. Ihre Aufbauten werden von je zwei Rundsäulen und zwei Pilastern getragen. Der geschweifte Auszug wird jeweils von puttenbesetzten Voluten flankiert. Beide Altäre sind mit seitlichem Akanthusschnitzwerk verziert.
Der nördliche (linke) Seitenaltar ist dem heiligen Leonhard geweiht, der auf dem Altarblatt als Viehpatron dargestellt ist. Im Auszug befindet sich eine Herz-Jesu-Bild. Auf der Mensa steht ein verglaster rundbogiger Schrein mit gewundenen Säulchen, der in der zweiten Hälfte des 17. Jahrhunderts geschaffen wurde. Er enthält eine kleine Figur der Schwarzen Madonna mit Jesuskind in Gold-Silber-Fassung. Der südliche (rechte) Seitenaltar ist dem heiligen Sebastian geweiht, der auf dem Altarblatt mit Heiligenschein zu sehen ist. Das Oberbild zeigt eine Herz-Mariä-Darstellung. Auf der Mensa befindet sich ein Tabernakel mit Muschelwerkdekor, konvexer Nische und konkaven Wangen.
An der östlichen Stirnwand des Nordschiffs befindet sich ein weiterer Altar. Auf der Mensa steht ein einfaches Podest mit einer modernen, vergoldeten Figur des Salvator Mundi.

### Kanzel
Nördlich am Chorbogen ist ein qualitätvolle barocke Kanzel aus der Zeit um 1710 angebracht. Der polygonale Korpus ist mit gewundenen Ecksäulchen verziert. In den Feldern dazwischen befinden sich mit Akanthusrankwerk umrahmte Muschelnischen mit kleinen Figuren Christi und der vier Kirchenväter. Der Schalldeckel ist Akanthusvoluten verziert, die sich zu einem Podest erheben. Darauf steht ein Posaunenengel. Die geradläufige Kanzelstiege besitzt eine gefelderte Wange, wobei die einzelnen Felder wiederum von Akanthusrankwerk umgeben sind.

### Glasmalereien
Die bleiverglasten Rundfenster in den Seitenschiffen und oberhalb der Orgel sowie die Rundbogenfenster der Westfassade enthalten bunte Glasmalereien, die in der Erbauungszeit der heutigen Pfarrkirche gestiftet wurden. Die Namen der Stifter – unter anderem der Architekt und der Baumeister des Neubaus sowie örtliche Geistliche, Lehrer und Geschäftsleute – sind auf den Fenstern verewigt.
Die Glasfenster im südlichen Seitenschiff beziehen sich auf die fünf Gesätze des freudenreichen Rosenkranzes. Von Ost nach West sind dargestellt: die Verkündigung an Maria durch den Erzengel Gabriel, die Heimsuchung der Elisabet, die Geburt Jesu, die Darstellung Jesu im Tempel und die Auffindung Jesu im Tempel. Im nördlichen Seitenschiff beziehen sich die Glasgemälde auf die Geheimnisse des glorreichen Rosenkranzes. Von Ost nach West sind dargestellt: die Auferstehung Christi, die Himmelfahrt Christi, die Aussendung des Heiligen Geistes, die Aufnahme Mariens in den Himmel und die Krönung Mariens zur Himmelskönigin.
An der Westwand des Mittelschiffs befinden sich zwei Rundbogenfenster mit Glasgemälde. Hier sind ein Fisch mit einem Brotkorb und ein Lamm dargestellt, beides Symbole für Christus. Das größte Glasgemälde der Kirche befindet sich an dem Rundfenster über dem Orgelprospekt. Es zeigt die heilige Cäcilia, die Patronin der Kirchenmusik.

### Übrige Ausstattung
An der Nordwand des Mittelschiffs sind einige barocke Heiligenfiguren auf Konsolen angebracht (von Ost nach West): Florian, Antonius, Maria und Johannes Nepomuk. An der Südwand des Mittelschiffs sind eine spätgotische Anna selbdritt – eine Figur der Mutter Anna mit der kindlichen Maria und dem Jesuskind auf den Armen – aus der Zeit um 1500 sowie eine Kreuzigungsgruppe – ein Kruzifix begleitet von Figuren der Mutter Gottes und des „Lieblingsjüngers“ Johannes – aus der ersten Hälfte des 18. Jahrhunderts. Im rückwärtigen Bereich des Langhauses ist eine Figur des heiligen Konrad von Parzham aufgestellt – eine der wenigen Figuren ohne Goldauflage in der Pfarrkirche. Auch die barocken Stuhlwangen stammen noch aus der Vorgängerkirche. Sie wurden um 1710 angefertigt und sind Bandwerk und Akanthusschnitzwerk verziert.
Außerdem befinden sich in der Pfarrkirche mehrere Epitaphien. An der nördlichen Außenwand neben dem Salvator-Altar ist eine Grabplatte aus Solnhofer Kalkstein für Sigmund Kraus von Neufahrn († 1757) angebracht. Das Kalkstein-Relief zeigt zwei durch einen Baum getrennte Darstellungen: links die eherne Schlange, rechts die Auferstehung Jesu Christi. Im unteren Abschnitt sind in der Mitte in einem Blattkranz das Allianzwappen des Verstorbenen, rechts kniend die Ehefrau, links der Verstorbene selbst mit seinen drei Söhnen dargestellt.

### Orgel
Die Orgel für die neue Pfarrkirche wurde bereits 1938, also im Jahr der Baufertigstellung, angeschafft. Hatte für den deutlich kleineren barocken Vorgängerbau noch eine einmanualige Orgel mit acht Registern ausgereicht, die 1843 Johann Heinssen aus Regensburg geschaffen wurde, so erstellte Michael Weise aus Plattling nun ein deutlich größeres pneumatisches Kegelladeninstrument mit Freipfeifenprospekt. Dieses umfasst 16 klingende Register auf zwei Manualen und Pedal.
| I Manual |            |       |
| 1.       | Bordun     | 8′    |
| 2.       | Salicional | 8′    |
| 3.       | Principal  | 4′    |
| 4.       | Flöte      | 4′    |
| 5.       | Octav      | 2′    |
| 6.       | Mixtur     | 1 ⁄3′ |
| 7.       | Cornett    |       |

| Pedal |        |     |
| 8.    | Subbaß | 16′ |

| I Hauptwerk C–g3 |             |    |
| 1.               | Principal   | 8′ |
| 2.               | Spitzflöte  | 8′ |
| 3.               | Gamba       | 8′ |
| 4.               | Rohrgedeckt | 4′ |
| 5.               | Octav       | 4′ |
| 6.               | Mixtur IV   | 2′ |

| II Schwellwerk C–g3 |                 |       |
| 7.                  | Salicional      | 8'    |
| 8.                  | Gedeckt         | 8′    |
| 9.                  | Geigenprincipal | 8′    |
| 10.                 | Principal       | 4′    |
| 11.                 | Blockflöte      | 4′    |
| 12.                 | Nachthorn       | 2′    |
| 13.                 | Sesquialtera II | 2 ⁄3′ |

| Pedal C–d1 |           |     |            |
| 14.        | Subbaß    | 16′ |            |
|            | Zartbaß   | 16′ | [ Anm. 1 ] |
| 15.        | Kontrabaß | 16′ |            |
| 16.        | Oktavbaß  | 8′  |            |

- Koppeln: II/I, II/P, I/P, Super II/I, Sub II/I
- Spielhilfen: Pianopedal, Crescendo, Crescendo ab, Mezzoforte, Tutti, Auslöser

Anmerkungen:
1. ↑  Abschwächung aus Subbaß 16′

### Glocken
Aus dem historischen Sattelturm läuten vier Glocken mit der Tonfolge es1–ges1–as1–b1. Diese wurden 1950 von Karl Czudnochowsky aus Erding gegossen, nachdem die früheren Glocken im Zweiten Weltkrieg abgeliefert werden mussten.